# Jižní Karpaty
Jižní Karpaty (rumunsky Carpații Meridionali) (čti [karpacii meridyonáli]), známé též jako Transylvánské Alpy, tvoří nejvyšší část karpatského oblouku v Rumunsku. Jejich východní konec navazuje v sedle Predeal (mezi městem Brašov a údolím řeky Prahovy) na Východní Karpaty. Podle Čížka a kol. se „za rozhraní mezi Východními a Jižními Karpatami dnes neuznává tzv. klasická hranice, tj. údolí řeky Prahovy a posunuje se do údolí řeky Dâmbovițy a kuloáru Rucar – Bran“. Na západě se Jižní Karpaty stýkají s (rumunskými) Západními Karpatami, přičemž hranice probíhá údolími řek Cerna a Timiș. Na severu spadají do Transylvánské vysočiny, na jihu do Dolnodunajské nížiny.
Nejvyšším vrcholem Jižních Karpat je Moldoveanu (2 544 m n. m.)

## Dělení
Pod Jižní Karpaty patří následující horské celky:
- Vněkarpatské sníženiny (2)
  - Subcarpații Getici
  - Podișul Getic
- Grupa Munții Bucegi (skupina)
  - Munții Bucegi
  - Munții Leaotă
  - Culoarul Rucăr-Bran
- Grupa Munții Făgărașului (skupina)
  - Fagarašské hory
  - Munții Iezer
  - Piatra Craiului
  - Munții Cozia
  - Depresiunea Loviștei
- Grupa Munții Parângului (skupina)
  - Munții Parângului
  - Munții Șureanu / Munții Sebeșului
  - Munții Cindrel / Munții Cibinului
  - Munții Lotrului
  - Munții Latoriței
  - Munții Căpățânii
  - Depresiunea Petroșani
- Grupa Munții Retezat-Godeanu (skupina)
  - Munții Retezat
  - Munții Godeanu
  - Munții Vâlcanului
  - Munții Mehedinți
  - Munții Cernei
  - Munții Țarcu (Căleanu 2190)